# Henry Carrington Bolton

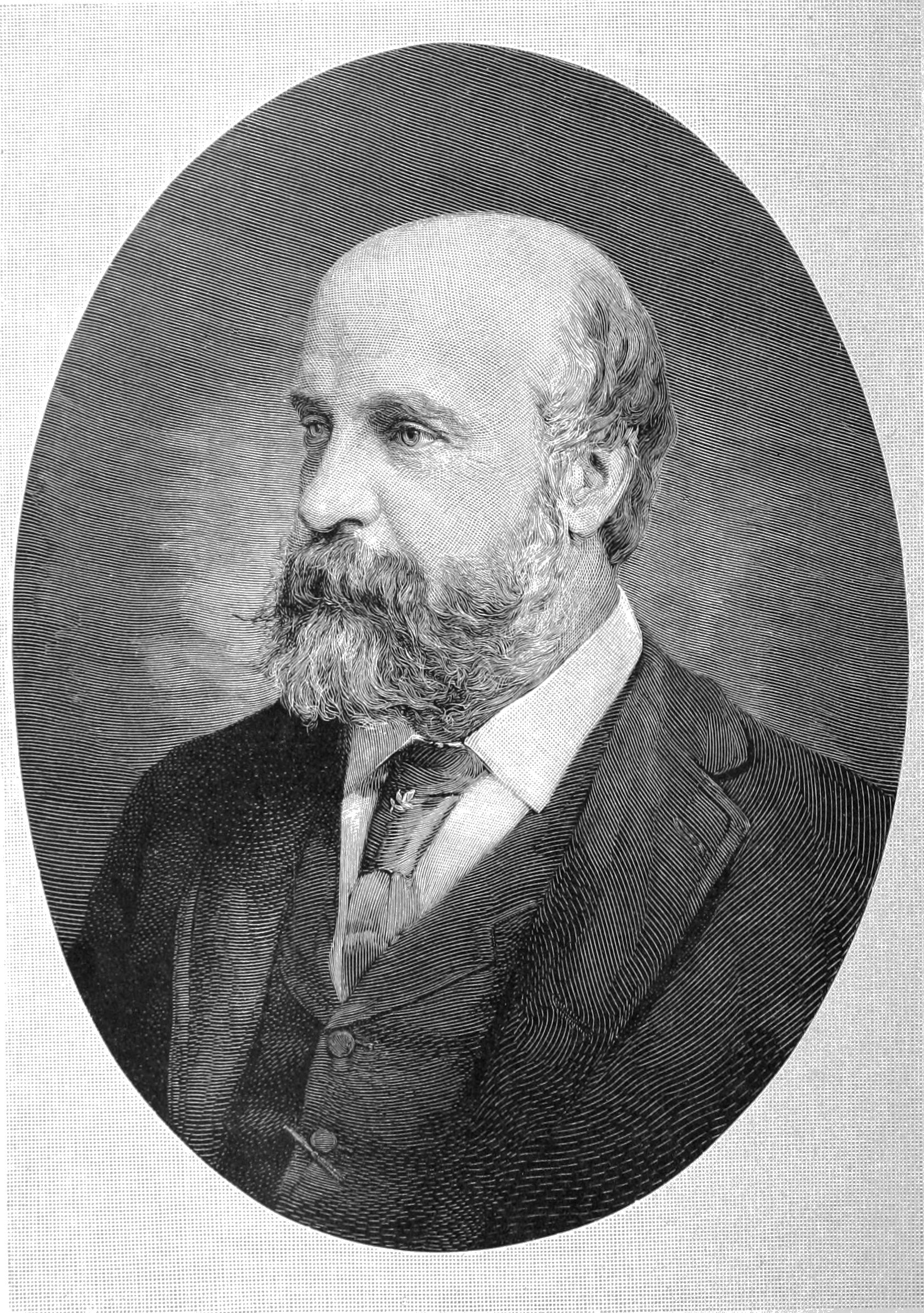
Henry Carrington Bolton

Henry Carrington Bolton (* 8. Januar 1843 in New York City; † 19. November 1903) war ein US-amerikanischer Chemiker. 
1862 absolvierte er das Columbian College in New York und begann im folgenden Jahr sein Studium bei Jean-Baptiste Dumas und Charles Adolphe Wurtz in Paris. 1864/65 studierte er bei Robert Bunsen in Heidelberg und wurde 1866 zum Dr. phil. bei Friedrich Wöhler in Göttingen promoviert. Er wurde dann Assistent von August Wilhelm von Hofmann in Berlin und unternahm anschließend Reisen nach Mexiko, Kanada und Kalifornien. 
1872 wurde er Instructor für Chemie an der School of Mines der Columbia University in New York City. 1874 wurde er auf den Lehrstuhl der Chemie am Women's Medical College der New Yorker Infirmary berufen. 1877 wurde er Professor für Chemie und Naturwissenschaften am Trinity College (Hartford), Connecticut. 
Er war Mitglied der American Association for the Advancement of Science, 1878 deren Generalsekretär und 1882 deren Vizepräsident. Ferner war er korrespondierender Sekretär der New Yorker Akademie und Vizepräsident der American Association. 1900 wurde er Präsident der Chemical Society in Washington. 
1874 organisierte er ein Treffen von Chemikern am Grab von Joseph Priestley in Northumberland County (Pennsylvania) anlässlich der Hundertjahrfeier der Entdeckung des Sauerstoffs durch Priestley, was bald darauf zur Gründung der American Chemical Society führte. Er gab auch Briefe von Priestley heraus.
Er ist bekannt für seine Bibliographie der Chemie von 1492 bis 1902. Sie erschien bei der Smithsonian Institution in Washington D.C. 1893 mit Supplementen 1899, 1901 und 1904 und verzeichnete über 15.000 Publikationen. Die Boltonian Society der Chemical Heritage Foundation ist nach ihm benannt, ein Verein für antiquarische Chemiebücher. Ihr Newsletter heißt Boltonia.

## Werke
- The Follies of Science at the Court of Rudolph II., 1576 - 1612. - Milwaukee : Pharmaceutical Review Publishing Co, 1904. Digitalisierte Ausgabe der Universitäts- und Landesbibliothek Düsseldorf
- A Catalogue of Scientific and Technical Periodicals, 1665–1895, Smithsonian Institution, 2. Auflage 1897.
- Select Bibliography of Chemistry, Smithsonian Institution 1893, 1899, 1901, 1904